# Jordi Gené

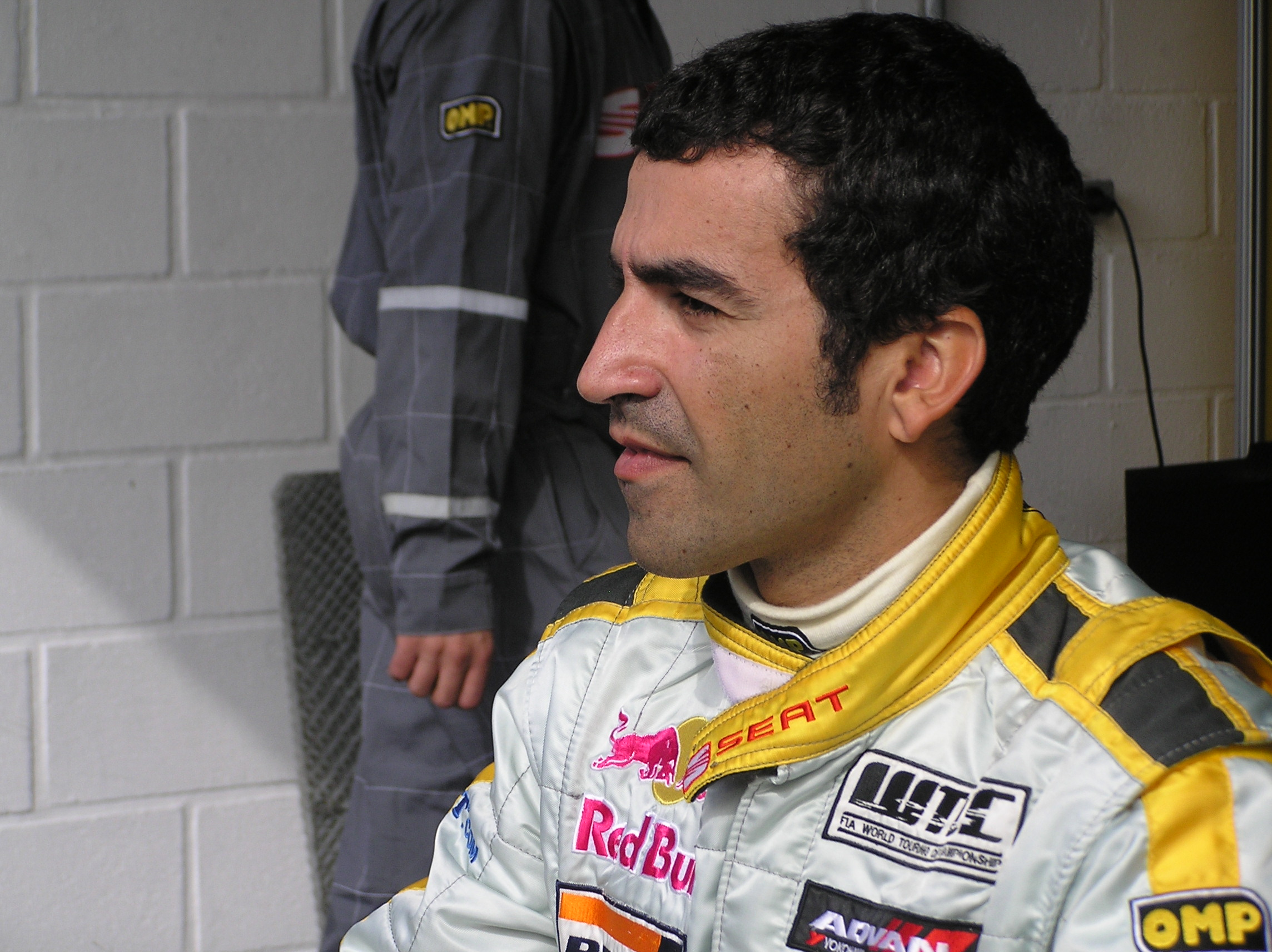
Jordi Gené

Jordi Gené Guerrero (Sabadell, 5 december 1970) is een Spaans autocoureur.

## Loopbaan
Gené won het Spaans kartingkampioenschap in 1986 en stapte hierna over naar het Fiat Uno-kampioenschap, dat hij in 1987 won. Een jaar later werd hij kampioen in de Spaanse Formule Ford.
In 1989 verhuisde Gené naar Groot-Brittannië, waar hij van start ging in de Britse Formule Ford. Hij werd vierde in het Formule Ford Festival. Hierna ging hij rijden in de Formule 3, wat hij twee jaar deed en waarin hij de vierde plaats pakte in het kampioenschap van 1991. Gené werd ook tweede in de Masters of Formula 3, achter David Coulthard.
Gené kreeg in 1992 een zitje in de Formule 3000 en werd vijfde in het kampioenschap. Hij won ook de eerste race van het seizoen in Silverstone.
Het jaar erna was Gené betrokken bij het Bravo F1-project van oud-Formule 1-coureur Adrián Campos. Het werd echter stopgezet voordat er een auto was gebouwd. Dankzij zijn contacten met Tom Walkinshaw kon hij echter wel gaan testen bij Benetton. Hij reed ook nog in de Formule 3000 maar wist geen punten te scoren.
Hij slaagde er niet in om over te stappen naar de Formule 1 en ging terug naar Spanje, waar hij in het Spaans toerwagenkampioenschap ging rijden. In 1995 reed hij voor Opel en haalde de tweede plaats in het kampioenschap. Een jaar later werd hij kampioen met Audi.
Hij sloeg daarna een heel andere richting in in 1998, toen hij ging truckracen voor Cepsa MAN AG in de European Truck Racing Cup. Hij behaalde gedurende twee jaar geen noemenswaardig resultaat en stapte in 2000 opnieuw over naar de auto's. Hij nam deel aan de 24 uur van Le Mans en ook aan het Spaanse GT-kampioenschap voor Porsche. Een jaar later won hij de 24 uur van Le Mans in de LMP675-klasse en werd vijfde in het algemeen klassement. Hij reed ook in de European Le Mans Series. Aan het eind van het jaar won hij ook de 24 uur van Barcelona.
Hierna kon hij in het European Touring Car Championship aan de slag en werd hierin achtste. In 2003 stapte hij, ondanks dat de BMW waarmee hij reed de meest competitieve wagen was, over naar Seat.
Na een teleurstellend eerste seizoen met een zeventiende plaats in het algemeen klassement wist hij in 2004 tweemaal op het podium te eindigen en werd achtste in het klassement. In 2005 won Gené een race in het World Touring Car Championship met de nieuwe Seat León.